# Santa Marina (Ledesma)
Santa Marina es una pedanía del municipio de Ledesma, en la comarca de Tierra de Ledesma, provincia de Salamanca, España. 

## Historia
La fundación de Santa Marina se remonta a las repoblaciones efectuadas por los reyes leoneses en la Alta Edad Media, cuando quedó encuadrada en la jurisdicción de Ledesma, dentro del Reino de León, poseyendo ya en el siglo XIII el nombre de Santa Marina. Con la creación de las actuales provincias en 1833, Santa Marina quedó integrada, como parte del municipio ledesmino, en la provincia de Salamanca, dentro de la Región Leonesa.

## Demografía
Actualmente, la pedanía de Santa Marina se encuentra oficialmente despoblada, pues no cuenta con ningún habitante censado, si bien sí registra cierta actividad humana en las cuatro edificaciones que se conservan en el lugar, independientemente de que sus propietarios no se hallen censados en Santa Marina.